# Alberto Rodríguez Librero

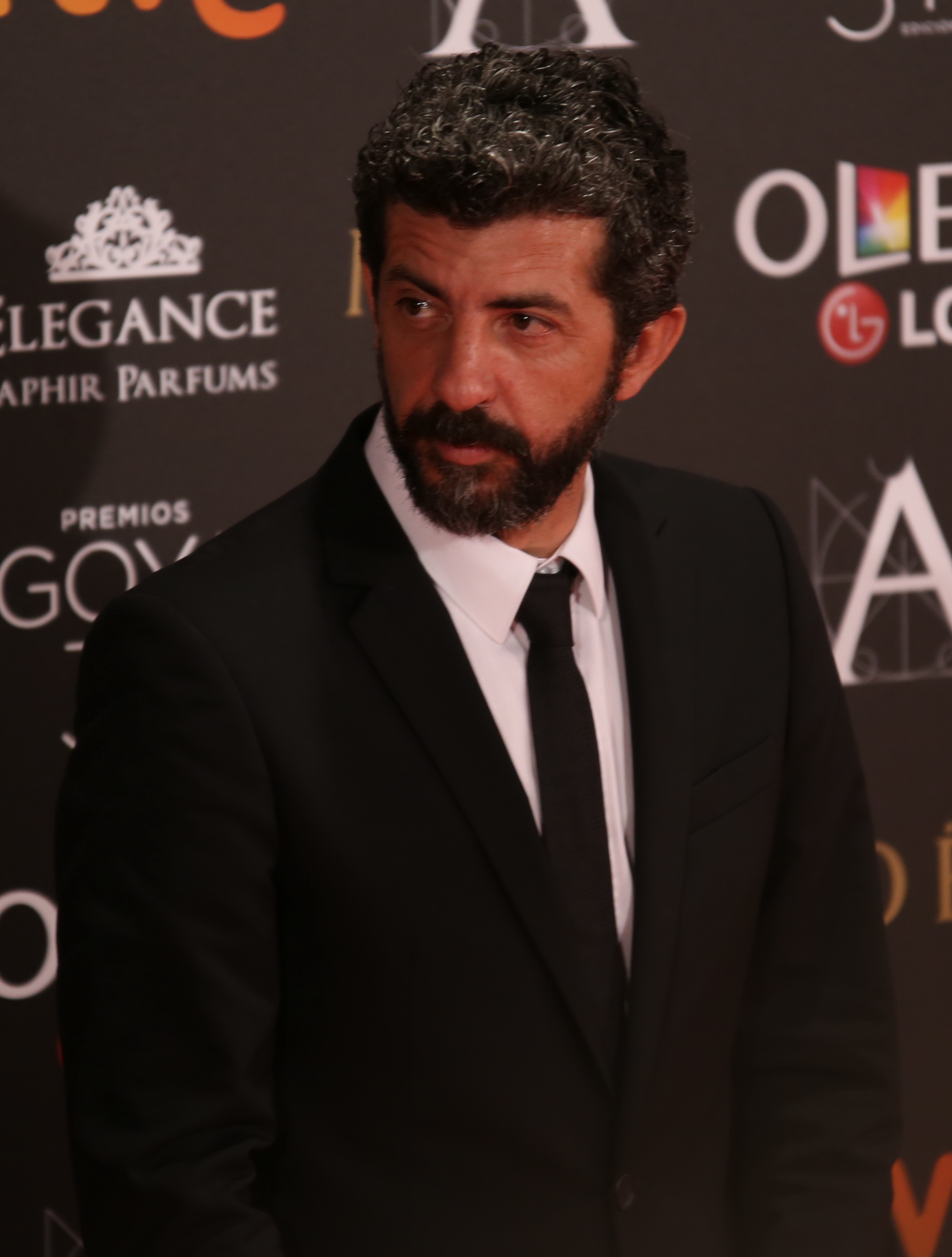
Alberto Rodríguez (2017)

Alberto Rodríguez Librero (* 14. Mai 1971 in Sevilla) ist ein spanischer Regisseur, der vor allem für seine Filme 7 Jungfrauen und La isla mínima – Mörderland bekannt ist.

## Ausbildung und Karriere
Rodríguez studierte Bild- und Tontechnik an der Universität Sevilla und begann bereits während des Studiums Kurzfilme zu drehen. Im Jahr 2000 erschien sein erster Spielfilm, El factor pilgrim, mit dem er bereits Erfolge feierte. Der Durchbruch gelang schließlich 2005 mit seinem Werk 7 Jungfrauen.
2013 wurde Kings of the City in 16 Kategorien für den spanischen Filmpreis Goya nominiert und gewann derer zwei. Mit La isla mínima – Mörderland erschien 2014 sein bisher erfolgreichster Film. Der Thriller, angesiedelt im Sumpfgebiet des Guadalquivir im äußersten Süden Spaniens, erzählt die Geschichte mehrerer Morde im Jahr 1980, die von zwei Polizisten unterschiedlicher Ideologien untersucht werden. Der Film gewann zehn Goyas, darunter erhielt auch Rodríguez einen Preis für die beste Regie. Insgesamt spielte der Film rund fünf Mio. Euro ein und ist damit einer der erfolgreichsten spanischen Filme der vergangenen Jahre.
Sein nächster Film, El hombre de mil caras (2016) bescherte ihm einen weiteren Goya für die beste Regie.

## Filmografie
- 2000: El factor pilgrim
- 2002: El traje
- 2005: 7 Jungfrauen (7 vírgenes)
- 2009: After
- 2012: Kings of the City (Grupo 7)
- 2014: La isla mínima – Mörderland (La isla mínima)
- 2016: El hombre de las mil caras
- 2018–2019: Die Pest (Fernsehserie, La peste)
- 2022: Modelo 77